# Lanze
Lanze là một đô thị thuộc huyện Lauenburg, trong bang Schleswig-Holstein, nước Đức. Đô thị Lanze có diện tích 9,05 km², dân số thời điểm 31 tháng 12 năm 2006 là 383 người.